# Harry Nilsson (football)
Pour les articles homonymes, voir Nilsson.
Harry Nilsson est un footballeur suédois né le 5 janvier 1916 à Landskrona et mort le 2 février 1993. Il évoluait au poste de défenseur.

## Biographie
International, il reçoit 34 sélections en équipe de Suède de 1938 à 1947. Il est sélectionné pour la coupe du monde 1938 mais n'y joue aucun match.

## Carrière

### En tant que joueur
- 1930-1941 :  Landskrona BoIS
- 1942-1950 :  AIK Fotboll